# St. Martin (Eddersheim)

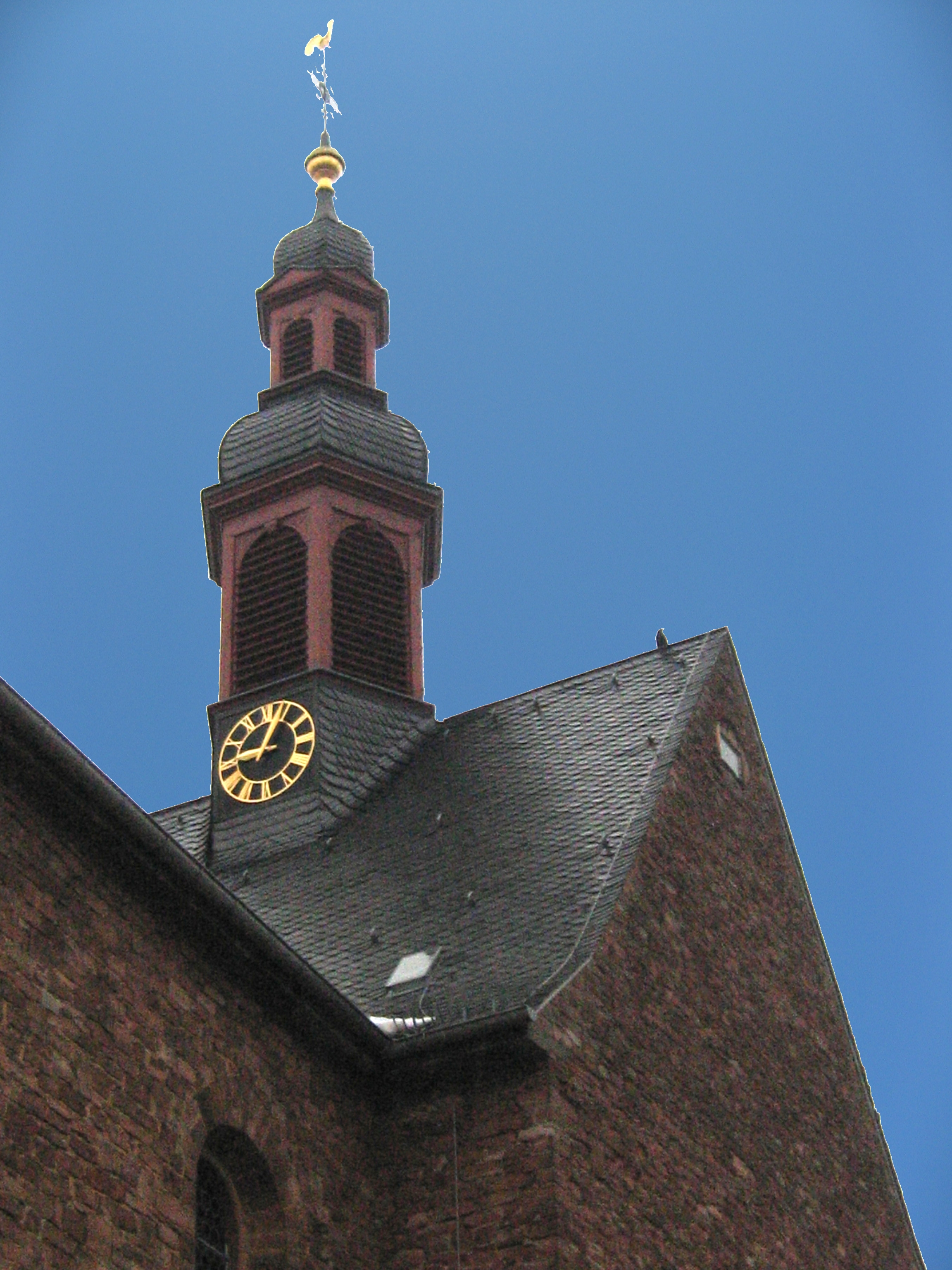
St. Martin (Eddersheim)

Die römisch-katholische, denkmalgeschützte Kirche St. Martin steht in Eddersheim, einem Stadtteil der Stadt Hattersheim am Main im Main-Taunus-Kreis in Hessen. Die Kirche gehört zur Kirchengemeinde St. Martinus Hattersheim im Bistum Limburg.

## Beschreibung
Die ursprüngliche von 1728 bis 1741 erbaute Saalkirche mit dreiseitig geschlossenem Chor wurde 1935 nach Norden und Süden durch Anbauten zu einer Kreuzkirche erweitert. Aus dem Satteldach der ehemaligen Saalkirche erhebt sich im Bereich der Vierung ein sechseckiger, mit einer bauchigen Haube und darauf sitzender Laterne bedeckter Dachreiter, der die Turmuhr und hinter den Klangarkaden den Glockenstuhl mit zwei Kirchenglocken beherbergt. 
Der Hochaltar mit Maria Immaculata auf dem Altarretabel von Johann Balthasar Seydel wurde 1656 ursprünglich für St. Peter und Paul (Hochheim am Main) gebaut. Eine große Kreuzigungsgruppe wurde 1745 von Sebastian Hiernle aus Sandstein errichtet. Die Orgel mit 22 Registern, zwei Manualen und Pedal wurde 1983 von Horst Hoffmann gebaut.